# بيتر تشارلز لاركن
بيتر تشارلز لاركن هو دبلوماسي وشخصية أعمال كندي، ولد في 14 مايو 1855 في مونتريال في كندا، وتوفي في 3 فبراير 1930 في لندن في المملكة المتحدة.